# Цибикнур
Цибикнур — село в Медведевском районе Марий Эл Российской Федерации. Входит в состав Шойбулакского сельского поселения.
В селе проживает 666 человек (2014 год), или 22,2 % от численности населения сельского поселения.

## География
Цибикнур располагается в 6 км от административного центра сельского поселения — села Шойбулак.

## История
Цибикнур впервые упоминается в 1723 году как поселение в 42 дома. В 1765 году на средства царевококшайского купца 1 гильдии И. А. Пчелина в Цибикнуре построили Храм в честь Спаса Нерукотворного. В состав прихода входили соседние деревни Кюшнур, Ошламучаш, Сосновая, Савкино Поле, Поланур, Куптур, Энгерумбал, Шихмамат, Пюкшерме, Эсекайкино, Нюхта и другие. До 1900 года к приходу относилось и село Шойбулак. После Великой Отечественной войны церковь была снесена.

## Население
| 2010 | 2011 | 2012 | 2013 | 2014 |
| ---- | ---- | ---- | ---- | ---- |
| 624  | ↗643 | ↗649 | ↗650 | ↗666 |

Национальный состав на 1 января 2014 г.:
| Национальность | Численность, чел. | Доля    |
| -------------- | ----------------- | ------- |
| всего          | 666               | 100,0 % |
| Марийцы        | 596               | 89,5 %  |
| Русские        | 64                | 9,6 %   |
| Татары         | 1                 | 0,2 %   |
| другие         | 4                 | 0,6 %   |

## Описание
Улично-дорожная сеть села имеет частично асфальтовое и щебневое покрытие. Жители проживают преимущественно в индивидуальных домах. В селе имеется централизованное водоснабжение и водоотведение. Село газифицировано.
В селе имеется два продуктовых магазина, центр досуга и сельская библиотека. В связи с аварийным состоянием дома культуры центр досуга и библиотека размещены в здании школы. Открыт фельдшерско-акушерский пункт.
Образование
- Цибикнурская основная общеобразовательная школа.

## Известные уроженцы
Кудрявцев Иван Сергеевич (1923—2009) — командир огнемётного взвода 4 отдельного батальона химической защиты на Северо-Западном фронте, начальник химической службы 929 отдельного батальона связи 47 стрелковой дивизии на 1 Украинском, 1 и 2 Белорусском фронтах, старший лейтенант. Начальник химических войск Приволжского военного округа (1973―1983), генерал-майор технических войск (1978). Член ВКП(б) с 1945 года.